# Denticollis rubens
Denticollis rubens is een keversoort uit de familie kniptorren (Elateridae). De wetenschappelijke naam van de soort is voor het eerst geldig gepubliceerd in 1783 door Piller & Mitterpacher.